# Olga Lubimowa
Olga Borisowna Lubimowa (ros. Ольга Борисовна Любимова; ur. 31 grudnia 1980 w Moskwie) – rosyjska polityczka, od 2020 roku minister kultury Federacji Rosyjskiej.

## Życiorys
Pochodzi z teatralnej rodziny. Jest absolwentką dziennikarstwa Moskiewskiego Uniwersytetu Państwowego oraz teatrologii Rosyjskiego Uniwersytetu Sztuki Teatralnej. W 2001 roku rozpoczęła pracę w telewizji, gdzie zaczynała jako korespondentka. Jej specjalnością stała się produkcja dokumentów i programów związanych z tematem Cerkwi prawosławnej. W latach 2016–2017 pracowała na stanowisku zastępcy kierownika Działu Programów Społecznych i Reportaży w państwowej stacji Pierwyj kanał.
Od stycznia 2018 kierowała Departamentem Kinematografii w Ministerstwie Kultury Federacji Rosyjskiej. W trakcie sprawowania przez nią funkcji, w departamencie wprowadzono przejrzystość finansową, choć także wycofano licencję filmowi Śmierć Stalina oraz narzucono kinom zwiększenie proporcji wyświetlania rodzimej produkcji w porównaniu do zagranicznych filmów. Z powołaniem nowego rządu 21 stycznia zastąpiła Władimira Miedinskiego na stanowisku ministra kultury. Jest pierwszą kobietą na tym stanowisku od czasów Jekatieriny Furcewy, która sprawowała urząd w latach 1960–1974. Powołanie Lubimowej na ministra spotkało się z krytyką ze względu na lekceważące i dosadne komentarze dotyczące kultury, które w przeszłości publikowała na blogu (prowadzonym do 2010 roku) i w mediach społecznościowych. Krytycznie na temat Lubimowej wyrazili się m.in. wicedyrektor rosyjskiego oddziału Transparency International, choć w jej obronie stanął np. aktor i reżyser Nikołaj Burlajew, który pozytywnie ocenił jej działalność w Departamencie Kinematografii.